# Parco Norma Cossetto

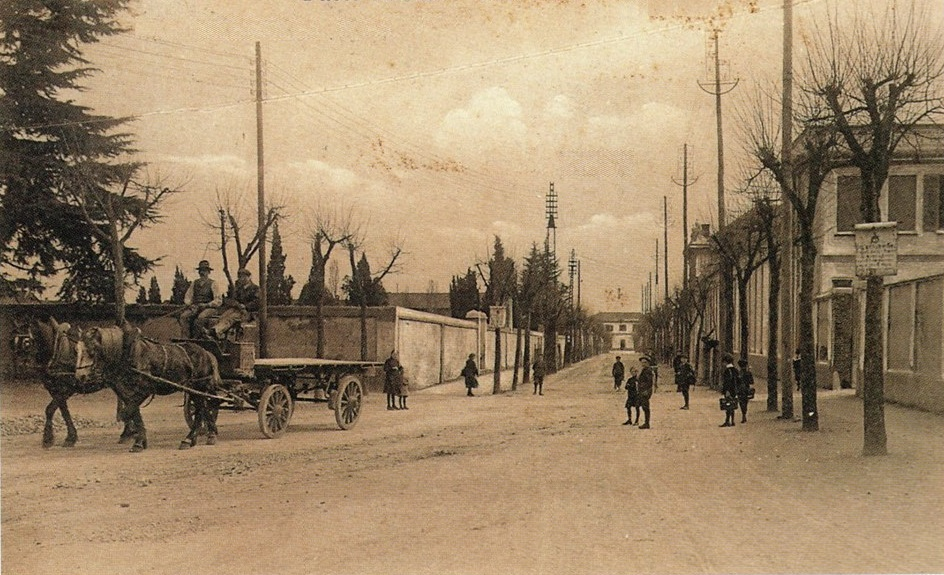
Recinzione del vecchio cimitero vista dall'attuale via Ugo Foscolo

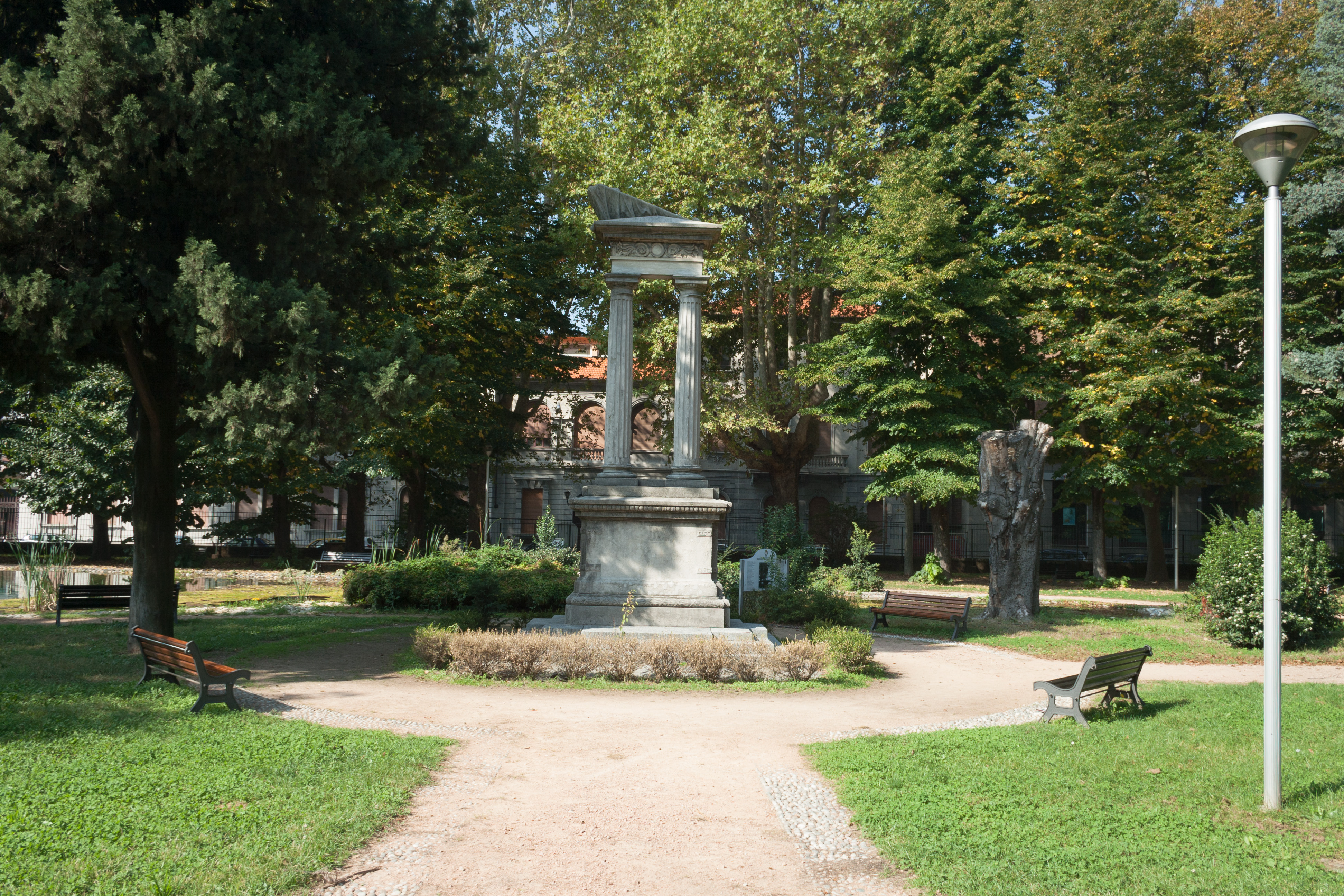
Il monumento ai reduci delle patrie battaglie

Il parco Norma Cossetto (precedentemente noto come parco Ugo Foscolo) è un parco del comune di Busto Arsizio che deve il nome alla sua ubicazione: si trova infatti lungo la via omonima (che collegava il centro con la vecchia stazione delle Nord), in particolare tra la chiesa di San Gregorio Magno in Camposanto e il palazzetto di via Ludovico Ariosto (rispettivamente a nord e a sud). A est è delimitato da un edificio del Liceo Artistico Paolo Candiani di recente costruzione.
Sorge sull'area un tempo occupata dal vecchio cimitero cittadino, costruito quando i precedenti campisanti delle chiese di San Michele e San Giovanni erano diventati insufficienti. Il cimitero venne dismesso e trasformato in parco nel 1918, alcuni anni dopo la costruzione del Cimitero monumentale di Busto Arsizio. Il camposanto vicino alla chiesa di San Gregorio Magno, quando venne realizzato, si trovava al di fuori del borgo, accanto al lazzaretto messo in funzione a causa della peste del 1630.
All'interno del parco è presente il monumento ai reduci delle patrie battaglie, inaugurato nel 1909, e costituito da due colonne doriche con una breve trabeazione; fu progettato dall'ingegnere Luigi Carlo Cornelli e realizzato dagli scultori Giulio Cassani ed Enrico Sirtori.
Il 21 maggio 1964 venne inaugurato il trenino delle meraviglie alla presenza del sindaco Rossi e con la benedizione di Monsignor Galimberti.
Nel 2011 il parco è stato teatro di una rappresentazione sulla peste del 1630.
Il 14 maggio 2022 il parco viene intitolato a Norma Cossetto, studentessa istriana morta nei massacri delle foibe.